# كربونات النحاس الثنائي
 كربونات النحاس الثنائي  مركب كيميائي له الصيغة CuCO3، ويكون على شكل بلورات خضراء. الشكل المعتدل منه صعب الاستحصال فهو يتلازم دائماً مع هيدروكسيد النحاس الثنائي مشكلاً كربونات النحاس القاعدية CuCO3 . Cu(OH)2 أو الزِّنْجَار

## الخواص
- مركب كربونات النحاس الثنائي غير منحل في الماء أو الإيثانول.
- يتفكك مركب كربونات النحاس الثنائي بالتسخين إلى أكسيد النحاس الثنائي وغاز ثنائي أكسيد الكربون

CuCO3 → CuO + CO2

## التحضير
- يحضر مركب كربونات النحاس الثنائي عند إضافة محلول من كبريتات النحاس الثنائي إلى محلول من كربونات الصوديوم حسب المعادلة:

2CuSO4 + Na2CO3 + 2H2O → CuCO3 . Cu(OH)2 + Na2SO4 + H2SO4

## الاستخدامات
- يستخدم مركب كربونات النحاس الثنائي كخضاب من أجل التلوين باللون الأخضر.
- بسبب وفرته الطبيعية يستخدم كربونات النحاس من أجل تحضير مركبات النحاس الأخرى.